# Friedrich Götze
Friedrich Götze  (Hamelin, 6 de agosto de 1951) é um matemático alemão, que trabalha com teoria das probabilidades, estatística e teoria dos números.

## Vida e obra
Götze estudou matemática e física na Universidade de Göttingen e na Universidade de Bonn, obtendo um doutorado em 1978 na Universidade de Colônia, orientado por Johann Pfanzagl, com a tese Asymptotic Expansions in the Central Limit Theorem in Banach Spaces,, onde foi em seguida assistente, cargo que interrompeu por um ano como professor visitante na Universidade da Califórnia em Berkeley. Obteve a habilitação em 1983 na Universidade de Colônia (Asymptotische Entwicklungen in zentralen Grenzwertsätzen). Em 1984 foi professor de matemática da Universidade de Bielefeld.
Em 2009 foi eleito membro da Academia Leopoldina. Apresentou em 2012 a Gauß-Vorlesung (Der mehrdimensionale zentrale Grenzwertsatz und die Geometrie der Zahlen).
Foi palestrante convidado do Congresso Internacional de Matemáticos em Berlim (1998: Lattice point problems and the central limit theorem in Euclidean spaces).
É membro da Academia Europaea. É para 2017/2018 vice-presidente da Associação dos Matemáticos da Alemanha.